# Henri Solvyns
Baron Henri Ignace Stanislas Solvyns (Antwerpen, 6 mei 1817 - Londen, 2 januari 1894) was een Belgisch diplomaat.

## Biografie

### Familie
Henri Solvyns was een zoon van kunstschilder Frans Balthasar Solvyns en Marie-Anne Greenwood. Zijn moeder hertrouwde met Pierre De Ryckere, lid van het Nationaal Congres, hoogleraar aan de Rijksuniversiteit Gent en interimgouverneur van Oost-Vlaanderen.
Hij was een neef van Ernest Solvyns, gemeenteraadslid van Drongen, gedeputeerde van Oost-Vlaanderen en senator.
Hij trouwde in 1854 in Newport met Henriette Livingston-Brown. Het huwelijk bleef kinderloos.

### Loopbaan
Solvyns studeerde wijsbegeerte en letteren en rechten aan de Rijksuniversiteit Gent. In 1838 trad hij in dienst van Buitenlandse Zaken. Jules Van Praet, een intimus van de familie, schreef een aanbevelingsbrief. Hij was legatieattaché en tweede secretaris in Stockholm (1838-1841, zijn stiefvader was er zaakgelastigde), tweede secretaris en eerste secretaris in Constantinopel (1841-1846), eerste secretaris in Wenen (1846-1848) en eerste secretaris en legatieraad in Berlijn (1848-1853). In 1853 werd hij met de rang van tijdelijk zaakgelastigde op missie gestuurd naar de Verenigde Staten. Vervolgens was hij legatieraad in Londen (1855-1858), zaakgelastigde in Kopenhagen (1858), minister-resident in Constantinopel (1858-1860) en minister-resident in Lissabon (1860-1861). In 1861 werd hij buitengewoon gezant en gevolmachtigd minister in Turijn. Hij volgde het koninklijke hof naar Florence en Rome. In 1867 werd hem de opvolging van Sylvain Van de Weyer in Londen aangeboden, maar hij verkoos in Rome te blijven.
In 1874 ontving hij de titel van baron.

### Londen
In 1872 werd Solvyns alsnog buitengewoon gezant en gevolmachtigd minister in Londen. Hij was een vertrouwenspersoon van koning Leopold II, voor wie hij informatie verzamelde over het Britse koloniale beleid en informeerde over de activiteiten van de Royal Geographical Society. Bij Solvyns ontmoette de vorst Britse geografen, kort voor de geografische conferentie van Brussel in 1876. In 1878 stond Solvyns in contact met Henry Morton Stanley. Hij kreeg in Londen ook de opdracht om de Britse bezorgdheden omtrent de Belgische vooruitgang in de Onafhankelijke Congostaat te sussen. Hij overleed er in 1893 aan de griep.